# Sienita nefelínica

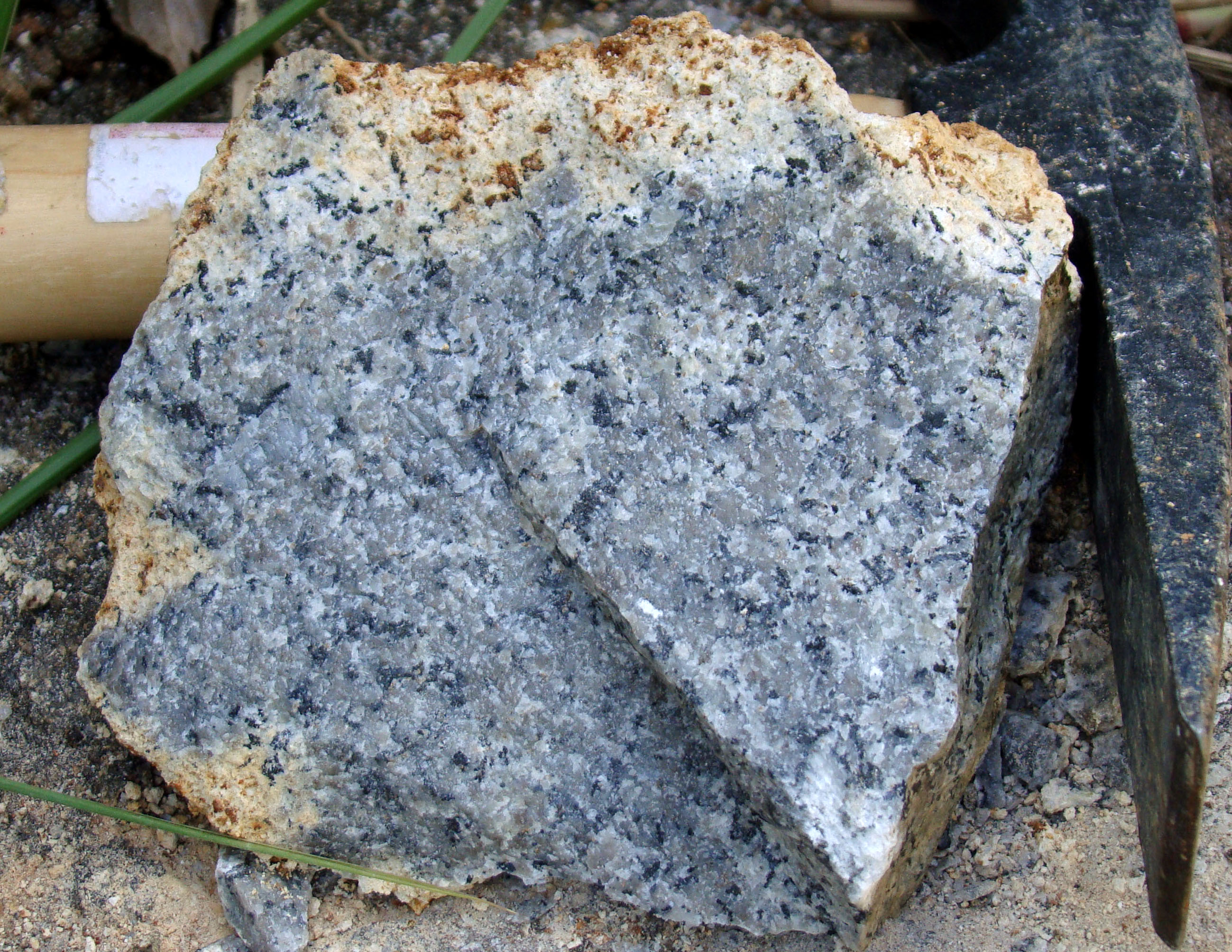
Sienita nefelina del complejo intrusivo de Tanguá, Estado de Río de Janeiro, Brasil (Motoki et al., 2011a)

La sienita nefelínica es una roca plutónica holocristalina que se compone principalmente de nefelina y feldespato alcalino. Las rocas son en su mayoría de color pálido, gris o rosa, y con un aspecto general que no las diferencia del granito. También se conocen variedades de color verde, pero oscuro. La fonolita es el equivalente extrusivas de grano fino.

## Petrología

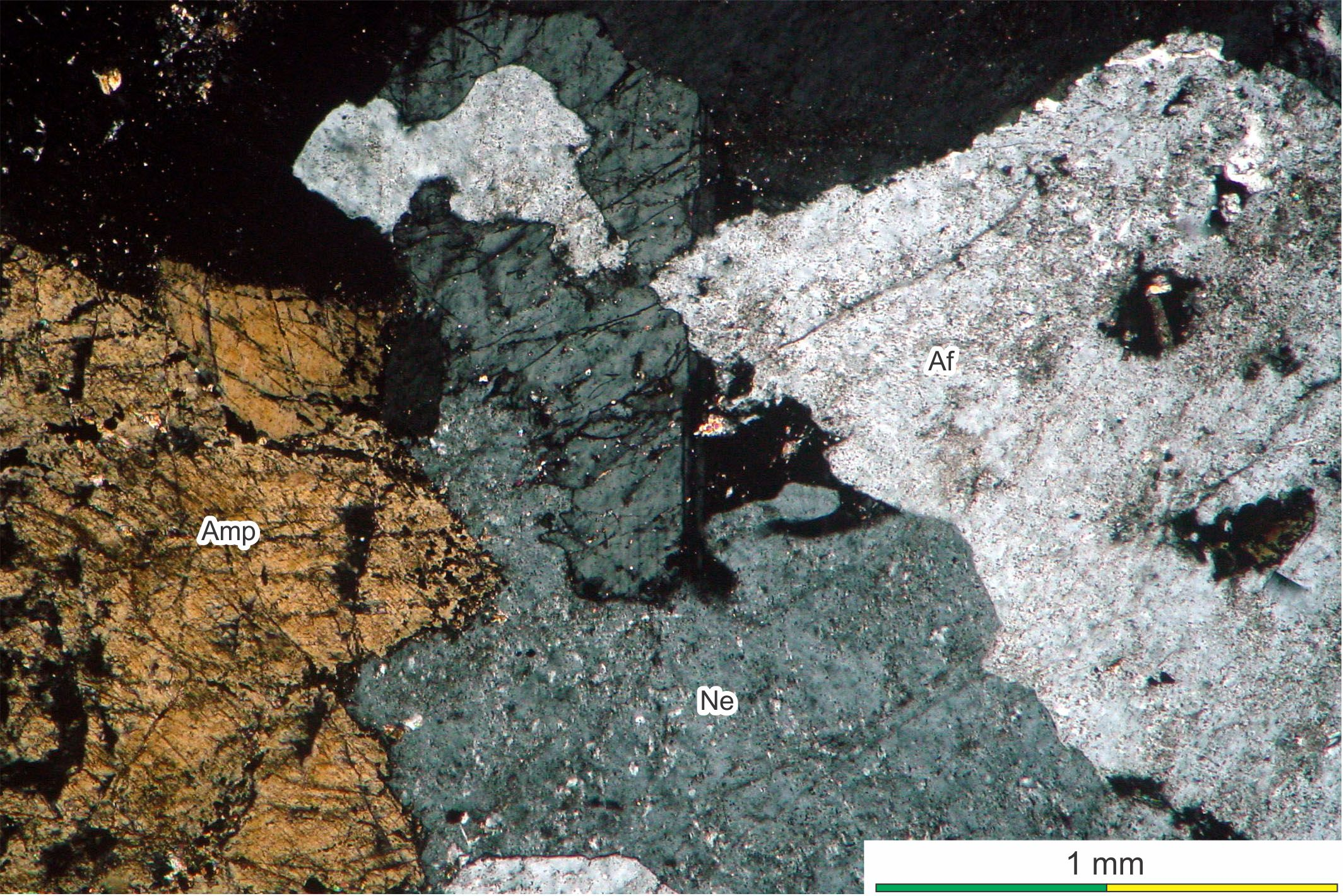
Imagen de una sección delgada de sienita nefelínica del complejo intrusivo de Tanguá, Estado de Río de Janeiro, Brasil (Motoki et al., 2011a)

Las sienitas nefelínicas están subsaturadas de sílice y algunos son peralcalina (términos discutidos en roca ígnea). La nefelina es un feldespatoide, un mineral de solución sólida, que no conviven con cuarzo; más bien, la nefelina reaccionaría con cuarzo para producir feldespato alcalino.
Se distinguen de las sienitas ordinarias no solo por la presencia de nefelina, sino también por la aparición de muchos otros minerales ricos en álcalis y en tierras raras y otros elementos incompatibles. Feldespato alcalino domina, comúnmente representada por ortoclasa y laminar exsolved albita , forma pertita. En algunas rocas de la feldespato potásico, en otros predomina el feldespato de sodio. la microclina clara es muy característica de algunos tipos de sienita nefelina.
La sodalita, azul descolorido y transparente en sección delgada, pálida, pero con frecuencia en las muestras de mano, es el principal feldespatoide mineral, además de nefelina. De color marrón rojizo a negro triclínico aenigmatite ocurre también en estas rocas. Extremadamente rica en hierro olivino es raro, pero está presente en algunos sienita nefelina. Otros minerales comunes en cantidades menores incluyen sodio rico en piroxeno, biotita, titanita, circonio, óxidos de hierro, apatito, fluorita, andradita y circón. La cancrinita se encuentra en varias nefelina-sienitas. Se han encontrado un gran número de minerales interesantes y raros donde se cruzan sienitas nefelina y vetas de pegmatita.

## Aspectos macroscópicos

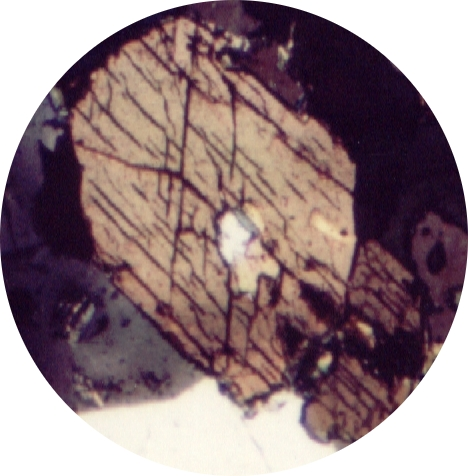
Imagen de microscopio polarizador de una sección delgada de una roca Nefelina gneis sienita, tomada con luz polarizada cruzada. Obsérvese el anfíbol de color amarillo verdoso con una división característica.

Los aspectos macroscópicos de la sienita nefelina son similares a los del granito. La presencia de nefelina y ausencia de cuarzo es la diferencia fundamental. El contenido de biotita es generalmente de bajo y de las principales minerales máficos son clinopiroxeno (±) y anfíboles (±). El color macroscópico es gris, siendo poco más oscuro que el granito. No es de alto grado la roca metamórfica originada a partir de nefelina sienita que se caracteriza por la textura de gneis aparece muy rara vez. Se llama nefelina sienita gneis o litchfieldita. Un ejemplo se encuentra en el pueblo de Canaã, Estado de Río de Janeiro, Brasil.

## Textura
La roca es holocristalina, generalmente equigranular , en igual sentido, y gruesas con tamaño de grano de 2 mm a 5 mm. En algunos casos raros, la roca contiene feldespato alcalino fenocristales de 2 cm a 5 cm de largo y 5 mm a 2 cm de grosor. Los fenocristales demuestran la orientación y, finalmente, muestran la textura acumulativo.

## Composición mineral

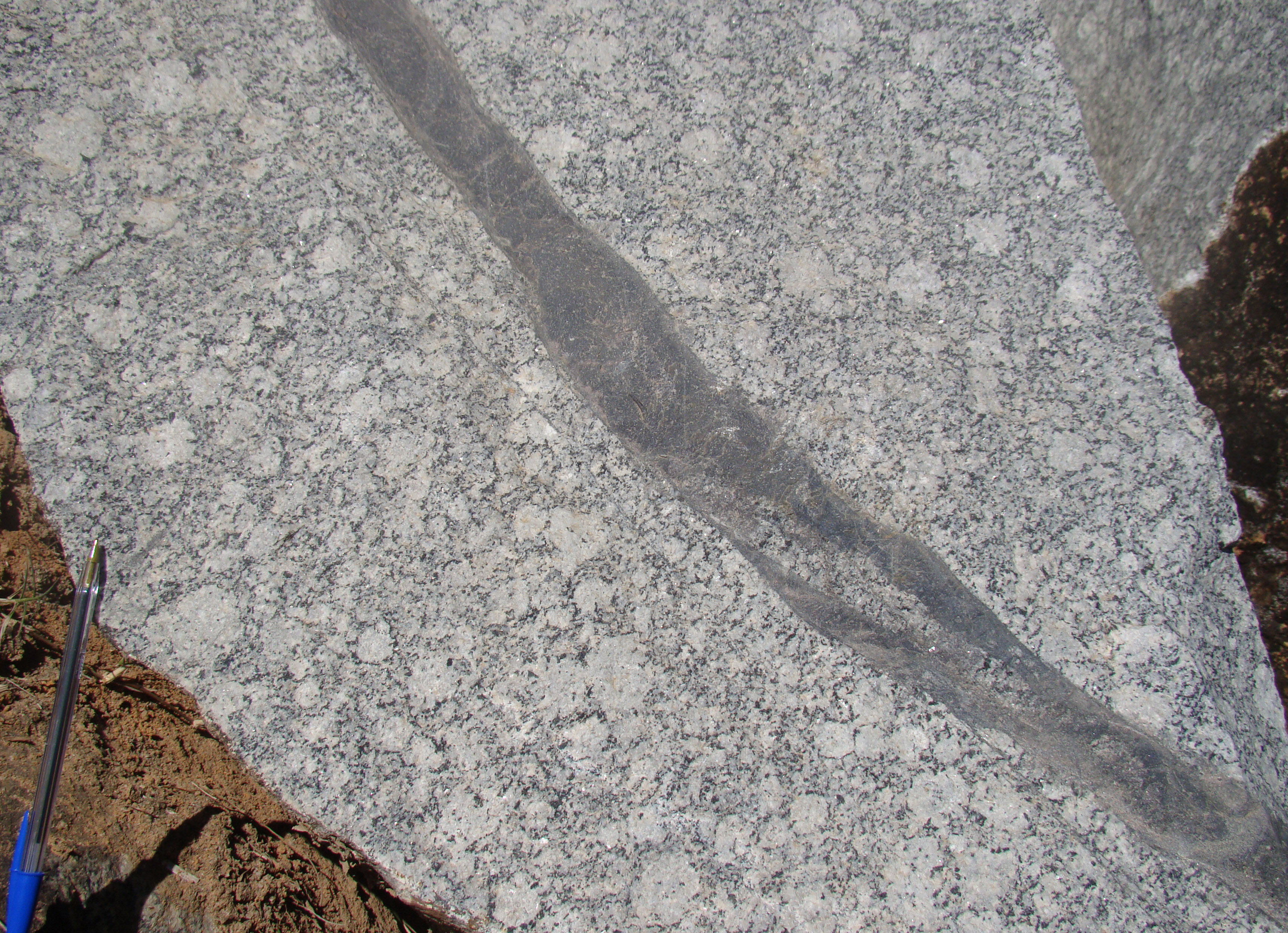
Pseudoleucita sienita nefelina del complejo intrusivo de Morro de São João, Estado de Río de Janeiro, Brasil (Motoki et al., 2011b)

Los principales minerales son alcalinos feldespato , nefelina, clinopiroxeno(±), anfíboles(±) y biotita (±). nefelina es la principal feldespatoide. Están ausentes el cuarzo y ortopiroxenos. Según la clasificación de la nomenclatura UICG (Unión Internacional de Ciencias Geológicas, Streckeisen, 1978), nefelina sienita tiene 10% <C / (C + A + P) <60% y P / (A + P) <10% (F - feldespatoides; A - feldespato alcalino;.. P - plagioclasa porcentaje en volumen) fonolita es el equivalente de grano fino. En caso nefelina es menos de 10%, la roca se llama sienita alcalina con nefelina o pulaskite . La roca similar sin cuarzo y nefelina sienita alcalina está denominada o sienita. Debido a la presencia de feldespatoides, la nefelina sienita se clasifica para ser una roca típica alcalina.
El feldespato alcalino no es potásicos, pero en general sódico-potásico, que se caracteriza por enclavamiento Perthite , llamado anortoclasa. En el feldespato alcalino casi puros albita se observan dominios. nefelina general muestra alteración parcial en natrolita y cancrinita . El clinopiroxeno es sódicos cuya composición varía de hedenbergita a aegirina-augita . Este mineral eventualmente presenta reabsorción forma. La llanta de reacción constituida por anfíbol y / o biotita se observa con frecuencia. El anfíbol es de alta alcalino, tal como alcalina hornblenda y riebeckite . La alcalina clinopiroxeno y anfíboles son características típicas de las rocas alcalinas. Biotita es annite, con una alta proporción de Fe / Mg.
Los minerales accesorios son magnetita, ilmenita, apatita, y titanita. Finalmente, sodalita se encuentra a lo largo de fracturas hidrotermales. A diferencia del granito, el circón es raro y si está presente, es como xenocristales. Por otro lado, nefelina sienita gneis contiene abundantes y grandes cristales de circón.

## Génesis
Las rocas ígneas infrasaturadas en sílice normalmente están formados por los bajos grados de fusión parcial en el manto terrestre. El dióxido de carbono puede dominar sobre el agua en las regiones de origen. Los magmas de este tipo de rocas se forman en una variedad de entornos, incluyendo divisiones continentales, islas oceánicas, y las posiciones supra-subducción de zonas de subducción. La sieneita nefelínica y la fonolita podrán formarse por cristalización fraccionada a partir de más máfico subsaturada sílice fundidos derivados del manto, o por función parcial de dichas rocas. Las rocas ígneas con nefelina en mineralogía normativa comúnmente se asocian con otras rocas ígneas inusuales como la carbonatita.

## Distribución
Sienitas nefelínicas y fonolitas se encuentran en Canadá, Noruega, Groenlandia, Suecia, los montes Urales, el Pirineo, Italia, Brasil, China, la provincia de Transvaal y complejo ígneo de Magnet Cove Arkansas, así como en las islas oceánicas.
Fonolita lavas formaron en el rift de África Oriental, en particular la gran cantidad, y el volumen puede superar el volumen de todos los demás sucesos fonolita combinados, como se comenta por Barker (1983).
Rocas nefelina-normativos se producen en estrecha asociación con el Complejo Bushveld ígnea , posiblemente formada por la fusión parcial de las rocas de la pared para que las grandes capas de intrusiones ultramáficas .
Sienitas nefelina son raros, hay una sola aparición en Gran Bretaña y una en Francia y Portugal . Se les conoce también en Bohemia y en varios lugares en Noruega , Suecia y Finlandia . En el continente americano se ha encontrado que estas rocas en Tejas , Arkansas , New Jersey (Beemerville Complex [ 1 ] ) y Massachusetts , también en Ontario , Columbia Británica y Brasil . Sudáfrica , Madagascar, India, Tasmania, Timor y Turkestán son otras localidades para las rocas de esta serie.
Rocas de esta clase también se producen en Brasil (Serra de Tingua) que contiene sodalita y a menudo mucho augita, en el oeste del Sahara y de las islas de Cabo Verde , también en Koppies Zwarte en el Transvaal , Madagascar , São Paulo , en Brasil , Paisano Pass, en el oeste de Texas y Montreal , Canadá. La roca de Salem, Massachusetts , Estados Unidos , es una mica -foyaite rico en Albita y aegirina : se acompaña de granito y essexite . La Litchfieldita es otro tipo bien marcado de nefelina-sienita, en el que la albita es el feldespato dominante. Lleva el nombre de Litchfield, Maine, Estados Unidos, donde se encuentra en bloques dispersos.La biotita, cancrinita y sodalita son características de esta piedra. A similares nefelina-sienita se conoce por el Condado de Hastings, Ontario, y no contiene casi ninguna ortoclasa, sólo feldespato albita. La nefelina es muy abundante y también hay cancrinita, sodalita, scapolita, calcita, biotita y hornblenda. Los lujaurites se distinguen de las rocas antes descritas por su color oscuro, que se debe a la abundancia de minerales como augita, aegirina, arfvedsonite y otros tipos de anfíbol. Ejemplares típicos aparecen cerca de Lujaur en el Mar Blanco, donde se producen con umptekites y otras rocas muy peculiares. Otras locaciones de este grupo están en Julianehaab en Groenlandia con sodalita-sienita; en sus márgenes que contienen pseudomorfos después de la leucita. Los lujaurites frecuencia tienen un paralelo de bandas o gneissose estructura. Sodalita-sienitas donde sodalita en gran parte o en su totalidad toma el lugar de la nefelina ocurren en Groenlandia, donde se contienen también microclino-Perthite, aegirina, arfvedsonite y eudialyte.
La cancrinita sienita, con un gran porcentaje de cancrinita, se encuentra en Dalekarlia, Suecia y en Finlandia. También podemos mencionar urtite de Lujaur Urt en el Mar Blanco, que consiste en gran parte de la nefelina, con aegirina y apatita, pero no feldespato. La jacupirangita (de Jacupiranga en Brasil) es una roca negruzca compuesta de titanio augita, magnetita , ilmenita, perofskite y nefelina, con biotita secundaria.

## Nomenclatura
Hay una amplia variedad de sílice infrasaturados y rocas ígneas peralcalina , incluyendo muchas variedades topónimo informales con nombres de los lugares en que fueron descubiertos por primera vez. En muchos casos se trata de sienitas nefelina simples que contienen uno o más minerales o mineraloides raros, que no justifican una nueva clasificación formal. Estos incluyen:
Foyaita: foyaites llevan el nombre de Foya en la Serra de Monchique , en el sur de Portugal. Estos son sienitas K-feldespato-nefelina contienen <10% de minerales ferromagnesianos, generalmente piroxeno, hornblenda y biotita.
Laurdalita: Los laurdalites, de Laurdal en Noruega, son de color gris o rosado, y en muchos aspectos se parecen mucho a los larvikites del sur de Noruega, con la que se producen. Contienen anortoclasa feldespatos, biotita augite o verdoso, muy apatita y en algunos casos, olivino.
Ditroita : Ditroita deriva es el nombre de Ditrau, Transilvania, Rumania. Se trata esencialmente de un microclina, sodalita y cancrinita variedad de nefelina sienita. Contiene también ortoclasa , nefelina , biotita, aegirina , acmita.

## Composición química
Las peculiaridades químicas de los nefelina-sienitas están bien marcados. Ellos son extremadamente ricas en álcalis y en alúmina (de ahí la abundancia de felspathoids y feldespatos alcalinos) con sílice variando desde 50 hasta 56%, mientras que la cal , la magnesia y hierro nunca están presentes en gran cantidad, aunque algo más variable que los otros componentes. El promedio mundial de los principales elementos nefelina sienita tabulados por Barker (1983) se muestra a continuación, expresado en porcentaje en peso de los óxidos.
Silicato de Aluminio se caracteriza por una alta proporción de (Na2O+K2O)/SiO2 y (Na2O+K2O)/Al2O3, representados, respectivamente, por la existencia de nefelina y alcalinas máficas minerales. Por lo tanto, se clasifica como rock geoquímicamente alcalina. Esta roca tiene un bajo contenido de Fe y Mg, en total cerca de 3% en peso, y en este sentido se clasifica como rocas félsicas . Sin embargo, el SiO 2 contenido no es tan alta, del 53% al 62wt%, que es equivalente a andesita y diorita . En este sentido, que corresponde a la roca intermedia . Luz elementos de tierras raras son altamente concentrados, lo que indica que el magma es muy diferenciado.
- SiO2 — 54.99%
- TiO2 — 0.60%
- Al2O3 — 20.96%
- Fe2O3 — 2.25%
- FeO — 2.05%
- MnO — 0.15%
- MgO — 0.77%
- CaO — 2.31%
- Na2O — 8.23%
- K2O — 5.58%
- H2O — 1.47%
- P2O5 — 0.13%

Según la mineralogía normativa de esta composición contiene en promedio alrededor del 22 por ciento de nefelina y el 66 por ciento de feldespato.

## Uso
Debido a que la nefelina sienita carece de cuarzo y es rica en feldespato y nefelina, que se utiliza en la fabricación de vidrio y cerámica. También se emplea para fabricar pigmentos.
- Datos: Q1281844
- Multimedia: Nepheline syenite / Q1281844